# Arvo Viitanen
Arvo Viitanen (n. 12 aprilie 1924, Uurainen, Vaasa Province⁠(d), Finlanda – d. 28 aprilie 1999, Anjalankoski, Etelä-Suomen lääni, Finlanda) a fost un schior de fond ce a reprezentat Finlanda, medaliat olimpic. A participat la o ediție a Jocurilor Olimpice (1956) în care a câștigat o medalie de argint.